# Danh sách công trình kiến trúc thuộc địa Pháp tại Hà Nội

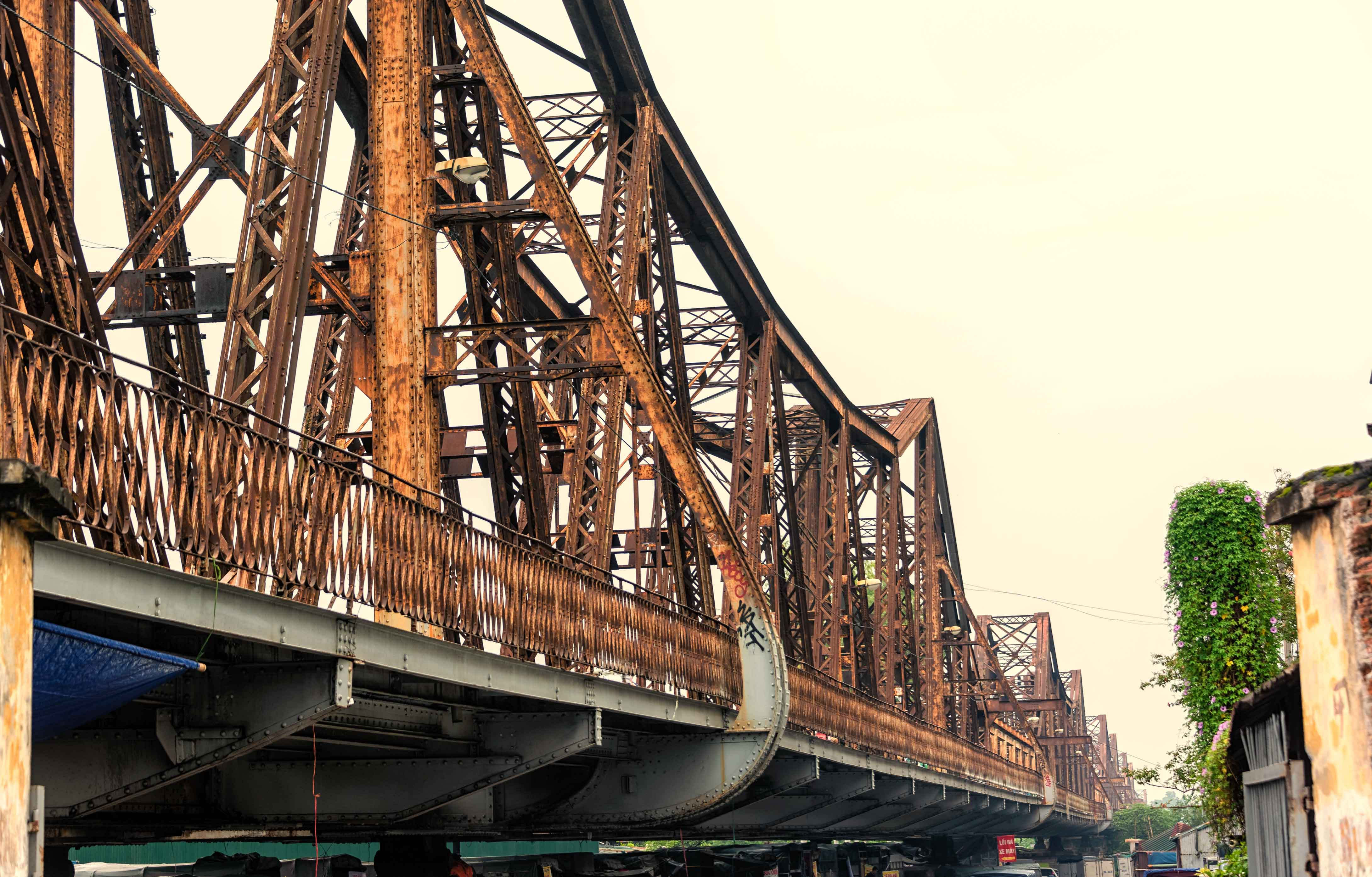
Cầu Long Biên

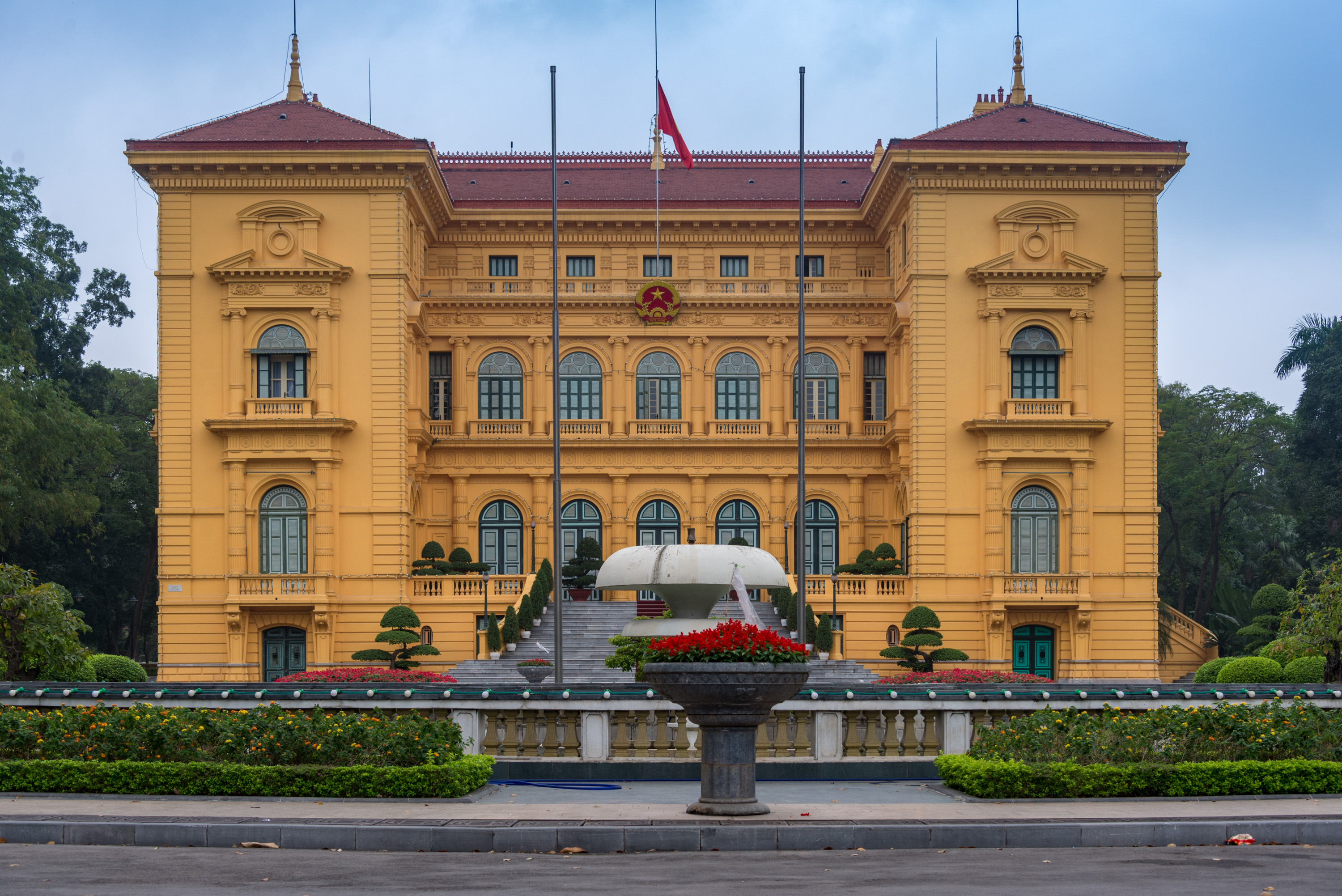
Phủ Chủ tịch

Năm 1897, sau khi trở thành kiến trúc sư trưởng Hà Nội, kiến trúc sư Henri Vildieu bắt đầu quy hoạch lại Hà Nội theo phong cách quy hoạch đô thị phương Tây bằng việc xây dựng khu vực hành chính với hàng loạt trụ sở hành chính của Đông Dương và Bắc Kỳ, ông cũng đưa nhà tù (Maison centrale) vào trung tâm khu phố Pháp (tương tự kiểu quy hoạch của nhiều thành phố Pháp thời đó).
Năm 1924, Ernest Hébrard bắt đầu thực hiện kế hoạch đô thị hóa Hà Nội lần 1 gồm quy hoạch lại khu vực hành chính vào trung tâm Hà Nội (khu quảng trường Ba Đình hiện nay); tập trung các cơ sở công nghiệp vào khu vực Gia Lâm bên bờ trái sông Hồng; dự định di dời cảng sông Hồng sang địa điểm mới rộng rãi hơn và phát triển ga đường sắt phụ tại Gia Lâm; phát triển các đường nhánh từ đại lộ có sẵn; dự định quy hoạch xung quanh khu vực hồ phía Tây thành phố một không gian xanh dạng Bois de Boulogne ở Paris. 10 năm sau, người kế nhiệm Hébrand trong vai trò kiến trúc sư trưởng Hà Nội là Louis-Georges Pineau đưa ra kế hoạch đô thị hóa Hà Nội lần 2 với quy mô nhỏ hơn gồm kè bờ hồ Gươm; xây dựng quảng trường Ernest-Hébrard (1937); lập quy hoạch về hồ Bảy Mẫu và khu phố Sinh Từ bên cạnh ga Hà Nội.
Năm 1943, kế hoạch đô thị hóa cuối cùng của người Pháp với Hà Nội được Henri Cerutti, kiến trúc sư trưởng thành phố, đề xuất gồm phát triển tuyến đường sắt về phía Nam; xây dựng khu phố-vườn dành cho nhân viên ngành đường sắt; quy hoạch và nắn thẳng lại hệ thống đường nhánh; phát triển thành phố về phía Nam theo hướng bệnh viện René Robin (bệnh viện Bạch Mai ngày nay) và khu cư xá sinh viên (Đại học Bách khoa ngày nay).
| Danh sách các công trình kiến trúc lớn tại Hà Nội xây dựng trong thời Pháp thuộc | Danh sách các công trình kiến trúc lớn tại Hà Nội xây dựng trong thời Pháp thuộc | Danh sách các công trình kiến trúc lớn tại Hà Nội xây dựng trong thời Pháp thuộc | Danh sách các công trình kiến trúc lớn tại Hà Nội xây dựng trong thời Pháp thuộc          |
| Công trình                                                                       | Năm xây dựng                                                                     | Kiến trúc sư                                                                     | Công dụng hiện tại                                                                        |
| -------------------------------------------------------------------------------- | -------------------------------------------------------------------------------- | -------------------------------------------------------------------------------- | ----------------------------------------------------------------------------------------- |
| Tòa nhà Sở Công chính (Immeuble du service des travaux publics)                  | 1898                                                                             | Henri Vildieu                                                                    |                                                                                           |
| Cầu Paul Doumer (Pont Paul-Doumer)                                               | 1902                                                                             | Công ty Dayddé & Pillé                                                           | Cầu Long Biên                                                                             |
| Ga Đường Sắt (Gare de chemin de fer)                                             | 1901                                                                             | Henri Vildieu                                                                    | Ga Hà Nội                                                                                 |
| Tượng đài "Vì nước Pháp" (Monument À la France)                                  | 1907                                                                             | Théodore Rivière                                                                 | Đã bị phá hủy                                                                             |
| Phủ toàn quyền Đông Dương (Palais du gouvernement général)                       | 1907                                                                             | Charles Lichtenfelder                                                            | Phủ Chủ tịch                                                                              |
| Dinh thống sứ Bắc Kỳ (Hôtel de la résidence supérieure du Tonkin)                | 1919                                                                             | Adolphe Bussy                                                                    | Nhà khách Chính phủ                                                                       |
| Tòa án (Palais de justice)                                                       | 1906                                                                             | Henri Vildieu                                                                    | Tòa án nhân dân Tối cao Việt Nam                                                          |
| Nhà tù Trung tâm (Maison centrale)                                               | 1899                                                                             | Henri Vildieu                                                                    | Nhà tù Hỏa Lò                                                                             |
| Sở Tài chính (Direction des Finances)                                            | 1931                                                                             | Ernest Hébrard                                                                   | Bộ Ngoại giao Việt Nam                                                                    |
| Nhà thờ lớn Thánh Joseph (Cathédrale Saint-Joseph)                               | 1886                                                                             | Paul-François Puginier                                                           | Nhà thờ lớn Hà Nội                                                                        |
| Nhà thờ xứ đạo dòng Dominique (Église paroissiale dominicaine)                   | 1943                                                                             | Jacques Lagisquet                                                                |                                                                                           |
| Trụ sở quân đội Pháp (Hôtel du quartier général de l'armée)                      | 1877                                                                             | Armand Dupommier                                                                 | Bảo tàng Lịch sử Quân sự Việt Nam                                                         |
| Tòa nhà bộ tham mưu (Immeuble de l'état-major)                                   | 1907                                                                             | ?                                                                                | Bộ Quốc phòng Việt Nam                                                                    |
| Sở Cảnh Sát (Commissariat de police)                                             | 1915                                                                             | Adolphe Bussy                                                                    | Công an Thành phố Hà Nội                                                                  |
| Sở Bưu điện (Hôtel des postes)                                                   | 1883/1884/1893/1894 (tòa nhà đầu tiên)                                           | ?                                                                                | Bưu điện Hà Nội                                                                           |
| Sở Bưu điện                                                                      | 1901 (hoàn thành; tòa nhà thứ hai)                                               | Henri Vildieu                                                                    | Bưu điện Hà Nội                                                                           |
| Sở Bưu điện/Phòng Thương Mại và Nông nghiệp Hà Nội                               | 1942/1943 (tòa nhà thứ ba)                                                       | Felix Godard/Henri Cerutti – Maori                                               | Bưu điện Hà Nội                                                                           |
| Viện xạ trị (Institut du radium)                                                 | 1927                                                                             | Charles Delpech                                                                  | Bệnh viện K                                                                               |
| Bệnh viện René Robin (Hôpital René-Robin)                                        | 1931                                                                             | Charles Christian                                                                | Bệnh viện Bạch Mai                                                                        |
| Bệnh viện bảo hộ (Hôpital du Protectorat)                                        | 1904                                                                             | ?                                                                                | Bệnh viện Việt Đức                                                                        |
| Bệnh viện Lanessan (Hôpital de Lanessan)                                         | 1894                                                                             | Génie Frichement                                                                 | Bệnh viện Hữu Nghị và Bệnh viện Trung ương Quân đội 108                                   |
| Bệnh viện Saint-Paul de Chartres                                                 | 1896                                                                             | ?                                                                                | Bệnh viện Xanh Pôn                                                                        |
| Phân viện Pasteur Hà Nội (Institut Pasteur de Hanoi)                             | 1930                                                                             | Gaston Roger                                                                     | Viện Vệ sinh - Dịch tễ Trung ương                                                         |
| Trường Puginier (École Puginier)                                                 | 1898                                                                             | ?                                                                                | Trường trung học phổ thông Việt Đức                                                       |
| Trường tiểu học nữ (École primaire supérieure de jeunes filles)                  | 1907                                                                             | Charles Lichtenfelder                                                            | Trường trung học cơ sở Trưng Vương                                                        |
| Trường tiểu học nam (École primaire supérieure)                                  | 1901                                                                             | Charles Lichtenfelder                                                            | Trường trung học phổ thông Trần Phú                                                       |
| Trường trung học bảo hộ (Collège du Protectorat)                                 | 1908                                                                             | ?                                                                                | Trường trung học phổ thông Chu Văn An                                                     |
| Trường trung học Albert Sarraut (Lycée Albert-Sarraut)                           | 1920                                                                             | ?                                                                                | Trụ sở Ban chấp hành Trung ương Đảng Cộng sản Việt Nam                                    |
| Giảng đường Đại học Y (École de médecine)                                        | 1918                                                                             | Adolphe Bussy                                                                    | Đại học Y Hà Nội                                                                          |
| Đại học Đông Dương (Université indochinoise)                                     | 1927                                                                             | Ernest Hébrard                                                                   | Đại học Quốc gia Hà Nội và Đại học Dược Hà Nội                                            |
| Cư xá sinh viên Hà Nội (Cité universitaire de Hanoi)                             | 1942                                                                             | Louis Chauchon, Gilles et Masson                                                 | Khoa Sau đại học, Đại học Bách khoa Hà Nội                                                |
| Câu lạc bộ Đoàn kết (Cercle de l'Union)                                          | 1898                                                                             | ?                                                                                |                                                                                           |
| Trung tâm thể thao trong nhà (Cercle sportif de Hanoi)                           | 1920                                                                             | Jacques Lagisquet                                                                |                                                                                           |
| Nhà hát Thành phố (Théâtre municipal)                                            | 1911                                                                             | François Lagisquet                                                               | Nhà hát Lớn Hà Nội                                                                        |
| Khu Đấu xảo (Palais d'expositions)                                               | 1902                                                                             | Adolphe Bussy                                                                    | Đã bị phá hủy trong Thế chiến thứ hai. Hiện nay là Cung Văn hóa Lao động Hữu nghị Việt Xô |
| Bảo tàng Louis Finot (Musée Louis-Finot)                                         | 1931                                                                             | Ernest Hébrard                                                                   | Bảo tàng Lịch sử Việt Nam                                                                 |
| Sở thương mại và nông nghiệp (Chambre de commerce et d'agriculture)              | 1895                                                                             | Henri Vildieu                                                                    | Thư viện Quốc gia Việt Nam                                                                |
| Nhà in Viễn Đông (Imprimerie d'Extrême-Orient)                                   | 1929                                                                             | ?                                                                                | Nhà in báo Nhân dân                                                                       |
| Chợ Lớn (Les Halles)                                                             | 1906                                                                             | Adolphe Bussy                                                                    | Chợ Đồng Xuân                                                                             |
| Sở Thuế (Hôtel des douanes)                                                      | 1903                                                                             | Henri Vildieu                                                                    | Bảo tàng Cách mạng Việt Nam                                                               |
| Ngân hàng Đông Dương (Banque de l'Indochine)                                     | 1930                                                                             | Félix Dumail                                                                     | Ngân hàng Nhà nước Việt Nam                                                               |
| Quỹ cho vay thế chấp Đông Dương (Crédit foncier de l'Indochine)                  | 1930                                                                             | Georges Trouvé                                                                   |                                                                                           |
| Vườn bách thảo (Jardin botanique)                                                | 1890                                                                             | Martin & Lemarié                                                                 | Vườn bách thảo Hà Nội                                                                     |
| Sân bay Gia Lâm (Aérogare de Gia Lam)                                            | 1936                                                                             | Félix Godard                                                                     | Sân bay Gia Lâm                                                                           |
| Khách sạn Metropole (Hôtel Métropole)                                            | 1901                                                                             | ?                                                                                | Khách sạn Sofitel Metropole                                                               |
| Viện Viễn Đông Bác cổ (École française d'Extrême-Orient)                         | 1926                                                                             | Carlos Batteur & Ernest Hébrard                                                  | Bảo tàng Lịch sử quốc gia                                                                 |